# Cricotopus
Cricotopus är ett släkte av insekter som beskrevs av van der Wulp 1874. Cricotopus ingår i familjen fjädermyggor, ordningen tvåvingar, klassen egentliga insekter, fylumet leddjur och riket djur.
släktet Cricotopus indelas i:
- Cricotopus abanus
- Cricotopus aberrans
- Cricotopus absurdus
- Cricotopus adentatus
- Cricotopus adhaerius
- Cricotopus aegyptius
- Cricotopus aequalis
- Cricotopus albicoma
- Cricotopus albiforceps
- Cricotopus albipes
- Cricotopus albitibia
- Cricotopus algarum
- Cricotopus angarensis
- Cricotopus annulator
- Cricotopus annuliventris
- Cricotopus anomalus
- Cricotopus arcuatus
- Cricotopus argentinensis
- Cricotopus argutus
- Cricotopus asetosus
- Cricotopus ateriarsus
- Cricotopus ateritarsus
- Cricotopus atriclavus
- Cricotopus aucklandensis
- Cricotopus autumnalis
- Cricotopus balteatus
- Cricotopus baptistensis
- Cricotopus beckeri
- Cricotopus bergensis
- Cricotopus beringensis
- Cricotopus bicinctus
- Cricotopus bifascia
- Cricotopus bifurcatus
- Cricotopus bimaculatus
- Cricotopus biwannulatus
- Cricotopus bizonatus
- Cricotopus blinni
- Cricotopus borealis
- Cricotopus breviantennatum
- Cricotopus brevilobus
- Cricotopus brevipalpis
- Cricotopus brunettii
- Cricotopus brunnicans
- Cricotopus caducus
- Cricotopus canditiba
- Cricotopus cantus
- Cricotopus carbonarius
- Cricotopus carnosus
- Cricotopus cingulatus
- Cricotopus claripes
- Cricotopus clavaticornis
- Cricotopus conformis
- Cricotopus coronatus
- Cricotopus crassimanus
- Cricotopus cumulatus
- Cricotopus currani
- Cricotopus curtus
- Cricotopus cylindraceus
- Cricotopus debilis
- Cricotopus dentatus
- Cricotopus dibalteatus
- Cricotopus diversus
- Cricotopus dobroginus
- Cricotopus dubiosus
- Cricotopus edurus
- Cricotopus eleanatis
- Cricotopus elegans
- Cricotopus festivellus
- Cricotopus fischeri
- Cricotopus flavibasalis
- Cricotopus flavibasis
- Cricotopus flavipes
- Cricotopus flavipunctatus
- Cricotopus flavocinctus
- Cricotopus flavozonatus
- Cricotopus fontinalis
- Cricotopus formosanus
- Cricotopus fugax
- Cricotopus furtivus
- Cricotopus fuscatus
- Cricotopus fuscus
- Cricotopus gelidus
- Cricotopus geminatus
- Cricotopus glacialis
- Cricotopus globistylus
- Cricotopus grandipalpis
- Cricotopus gressitti
- Cricotopus guttatus
- Cricotopus harrisoni
- Cricotopus herrmanni
- Cricotopus hirvenojae
- Cricotopus hollyfordensis
- Cricotopus ikigeheus
- Cricotopus incisus
- Cricotopus infuscatus
- Cricotopus inornatipes
- Cricotopus intersectus
- Cricotopus irwini
- Cricotopus islandicus
- Cricotopus javanus
- Cricotopus junus
- Cricotopus kisantuensis
- Cricotopus lacustris
- Cricotopus laetus
- Cricotopus laidentatus
- Cricotopus lanceolatus
- Cricotopus laricomalis
- Cricotopus lavaderos
- Cricotopus lestralis
- Cricotopus levantinus
- Cricotopus luciae
- Cricotopus lygropis
- Cricotopus mackenziensis
- Cricotopus macraei
- Cricotopus magus
- Cricotopus maritimus
- Cricotopus matudigitatus
- Cricotopus maurii
- Cricotopus meilloni
- Cricotopus metatibialis
- Cricotopus micans
- Cricotopus mongolpequeus
- Cricotopus mongolquereus
- Cricotopus mongolreseus
- Cricotopus montanus
- Cricotopus motatrix
- Cricotopus myriophylli
- Cricotopus naicus
- Cricotopus nalus
- Cricotopus nevadensis
- Cricotopus nigriforceps
- Cricotopus nishikiensis
- Cricotopus nitens
- Cricotopus nostocicola
- Cricotopus nudisquamus
- Cricotopus obnixus
- Cricotopus obscurifuscus
- Cricotopus obscurus
- Cricotopus obtusus
- Cricotopus ogasaseptimus
- Cricotopus ogasasextus
- Cricotopus olivetus
- Cricotopus oris
- Cricotopus ornaticrus
- Cricotopus ornatus
- Cricotopus oryzaphagos
- Cricotopus osarudigitatus
- Cricotopus osaruquartus
- Cricotopus pallidipes
- Cricotopus parafuscatus
- Cricotopus patens
- Cricotopus pedatus
- Cricotopus pentazonus
- Cricotopus perniger
- Cricotopus pictiventris
- Cricotopus pilicauda
- Cricotopus pilidorsum
- Cricotopus pilitarsis
- Cricotopus pillosellus
- Cricotopus pilocapsulus
- Cricotopus pilosellus
- Cricotopus pirifer
- Cricotopus planus
- Cricotopus polaris
- Cricotopus politus
- Cricotopus polyannulatus
- Cricotopus polychromus
- Cricotopus pulchripes
- Cricotopus purus
- Cricotopus pyrus
- Cricotopus quadrifasciatus
- Cricotopus quadrizonatus
- Cricotopus reissi
- Cricotopus relucens
- Cricotopus reversus
- Cricotopus rincon
- Cricotopus rivulorum
- Cricotopus rodriguensis
- Cricotopus ruber
- Cricotopus sabroskyi
- Cricotopus scottae
- Cricotopus seiryuabeus
- Cricotopus seiryubeceus
- Cricotopus seiryucedeus
- Cricotopus septentrionalis
- Cricotopus setis
- Cricotopus shilovae
- Cricotopus similis
- Cricotopus slossonae
- Cricotopus spatulicornis
- Cricotopus speciosus
- Cricotopus stenopelma
- Cricotopus subfuscus
- Cricotopus subletteorum
- Cricotopus sudanicus
- Cricotopus suspiciosus
- Cricotopus sylvestris
- Cricotopus taiwanus
- Cricotopus tamadigitatus
- Cricotopus tamannulatus
- Cricotopus tamasimplex
- Cricotopus tanis
- Cricotopus tenuisetosus
- Cricotopus tibialis
- Cricotopus tokunagaia
- Cricotopus tremulus
- Cricotopus triannulatus
- Cricotopus tricinctellus
- Cricotopus tricinctus
- Cricotopus trifascia
- Cricotopus trifasciatus
- Cricotopus trilobatus
- Cricotopus trilobus
- Cricotopus tusimoabeus
- Cricotopus unizonatus
- Cricotopus varipes
- Cricotopus verbekei
- Cricotopus vierriensis
- Cricotopus villosus
- Cricotopus vincenti
- Cricotopus yatabensis
- Cricotopus yoshimurai
- Cricotopus yunoquintus
- Cricotopus zavreli
- Cricotopus zealandicus
- Cricotopus zuelis